# Philippe Gaucher
Philippe Charles Ernest Gaucher, né le 26 juillet 1854 à Champlemy (Nièvre) et mort le 27 janvier 1918, est un médecin français connu pour avoir décrit la maladie de Gaucher.

## Biographie
Fils de Charles Abraham Gaucher et de Mathilde Lepage, il entame des études de médecine et devient interne en 1877. Il est préparateur au laboratoire d'histologie de la Faculté de médecine de Paris entre 1880 et 1885. Lauréat des Hôpitaux de Paris, il est membre de la Société Clinique de Paris.
En 1882, il soutient sa thèse de doctorat intitulée De l'épithélioma primitif de la rate. Hypertrophie idiopathique de la rate sans leucémie, qui décrit les symptômes de la maladie qui sera connue sous le nom de maladie de Gaucher. Il avait alors examiné après son décès une femme de 32 ans dont la rate était très agrandie et dont l'autopsie révélait que les cellules de la rate (maintenant appelées « cellules de Gaucher ») étaient elles-mêmes très agrandies, signes révélateurs de la maladie. La description de Gaucher a permis aux médecins de diagnostiquer des patients atteints de la maladie de Gaucher, dont le nom a été introduit dans la littérature médicale. 
Chef de clinique à l'hôpital Necker, il donne des cours d'histologie et de dermatologie. Il présente en 1886 sa thèse d'agrégation sur la pathogénie des néphrites. En 1891, il est nommé chef de laboratoire à l'hôpital de la Pitié et enseigne l'anatomie pathologique et la bactériologie. Il donne aussi des cours à la clinique Saint-Louis, à l'hôpital Saint-Antoine et à l'Institut de médecine coloniale. Il se spécialise en vénérologie et publie de nombreux articles consacrés à la syphilis.
Pour son effort pendant la Première Guerre mondiale, il est fait officier de la Légion d'honneur en 1917. Il meurt un an plus tard.